# تأثير ليدنفروست

قطرة ليدن فروست

تأثير ليدن فروست هو ظاهرة فيزيائية، تحدث بسبب ملامسة سائل ما لسطح درجة حرارته أعلى من نقطة غليان السائل الملامس، مكونا طبقة عازلة من البخار تمنع السائل من الغليان بسرعة، وبسبب هذه 'القوة الطاردة' تحوم قطرة السائل فوق السطح الساخن دون أن تقوم بأي تلامس معه. ويمكن رؤية هذا التأثير بوضوح أثناء الطهي: حيث ينثر البعض القليل من قطرات المياه في المقلاة لقياس درجة الحرارة،
إذا كانت درجة حرارة المقلاة تساوي أو أعلى من درجة لايدن فروست، ستتحرك قطرات الماء فوق المقلاة وستأخذ وقت أطول لكي تتبخر (حتى وإن كانت في هذه الحالة درجة حرارة المقلاة أعلى من نقطة غليان السائل الملامس) على نقيض ما إذا كانت المقلاة درجة حرارتها أقل من درجة لايدن فروست (لن يحدث هذا التأثير ويتبخر السائل بشكل طبيعي).
هذا التأثير يحدث في حالة النيتروجين السائل أيضا.
يظهر هذا التأثير في بعض التجارب الخطيرة نوعاً ما، مثل غمس إصبع مبتل في الرصاص المذاب أو نفث كمية ضئيلة من النيتروجين السائل، كلتا التجربتين لم يحدثا أي ضرر على الأنسان.
ولكن التجربة الثانية خطيرة، خاصة في حالة ابتلاع النيتروجين السائل عن غير عمد.
سمي التأثير بهذا الأسم نسبة إلى جوهان جوتلوب لايدن فروست، الذي قام بذكرها في مقال عن بعض خصائص الماء العادي سنة 1756.

## وصلات خارجية
- Essay about the effect and demonstrations by Jearl Walker (PDF)
- Site with high-speed video, pictures and explanation of film-boiling by Heiner Linke at the University of Oregon, USA
- "Scientists make water run uphill" by BBC News about using the Leidenfrost effect for cooling of دارة متكاملةs.
- "Uphill Water" - ABC Catalyst story